# VIA CoreFusion

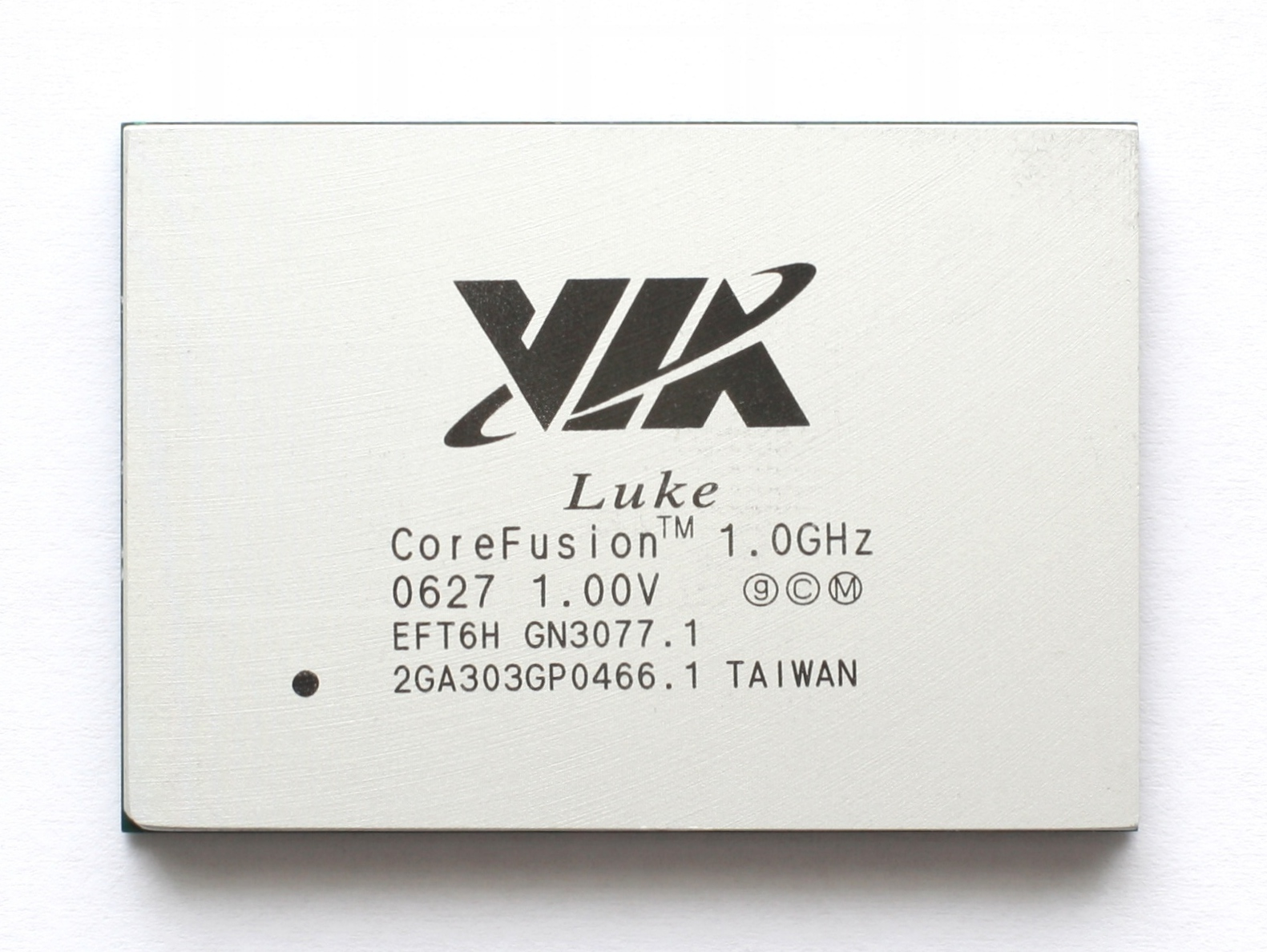
VIA Luke im BGA-Gehäuse.

VIA CoreFusion Processor Platform ist eine Bezeichnung von VIA Technologies für eine Kombination aus Hauptprozessor und Northbridge. Als Hauptprozessor kommt dabei ein x86-kompatibler Prozessorkern von Centaur Technology zum Einsatz.

## Entwicklung
Obwohl schon zur CeBIT 2003 zum ersten Mal das CoreFusion-Konzept angekündigt wurde, dauerte es bis 2005, bevor erste Produkte erhältlich waren. Die CoreFusion-Plattform besteht aus zwei Produkten, eine Erweiterung wurde geplant aber nie realisiert.

### Mark
VIA Mark CoreFusion ist das kleinste Modell und kombiniert einen VIA C3 Prozessor (Nehemiah+ Prozessorkern) mit einer VIA Apollo PLE133T Northbridge. Aus dieser Kombination resultiert die Unterstützung von PC133 SDRAM und eines ISA-Busses (über die VT82C686B Southbridge). Dieser ISA-Bus ist vor allem für industrielle Anwendungen, bei denen spezielle Messkarten und Ähnliches eingesetzt werden, wichtig. Die Grafikfähigkeit ist wegen der älteren Twister-T Grafiklösung allerdings eher unterdurchschnittlich. So werden vor allem auch 2D-Fähigkeiten wie das hardwarebeschleunigte Drehen der Bildschirmausgabe nicht unterstützt.

### Luke
Dieses Manko wurde bei VIA Luke CoreFusion weitestgehend beseitigt. Seine integrierte VIA CN400 Northbridge mit VIA UniChrome Pro Grafikkern besitzt wesentlich ausgefeiltere Grafikfähigkeiten. Als Hauptprozessor kommt nach wie vor der Nehemiah+ Prozessorkern des VIA C3 zum Einsatz. Allerdings muss bei dieser CoreFusion-Variante wegen der geänderten Southbridge-Anbindung auf den ISA-Bus verzichtet werden: Statt des PCI-Bus kommt nun V-Link zum Einsatz, was eine VIA Southbridge ab der VT8231 nötig macht, die keine ISA-Unterstützung mehr bieten. Allerdings kommt nun DDR-SDRAM bis zu DDR/400 zum Einsatz.

### John (nicht realisiert)
Als dritte Variante ist VIA John CoreFusion geplant. Bei dieser Variante soll der Esther Prozessorkern des VIA C7 mit einer passenden Northbridge mit Chrome9 HC Grafikkern kombiniert werden. Dies führt dazu, dass sowohl eine Unterstützung von DDR2-SDRAM als auch 3D-Funktionen auf DirectX 9.0c Niveau und eine erweiterte Unterstützung für Videobeschleunigung (Chromotion-Engine) zur Verfügung stehen werden.

## Modelldaten

### Mark
- Prozessorkern: Centaur Nehemiah+
  - L1-Cache: 64 + 64 KB (Daten + Instruktionen)
  - L2-Cache: 64 KB mit Prozessortakt
  - MMX, SSE, PowerSaver 3.0, PadLock-Engine (2× RNG, 1× ACE), SMP
- Northbridge: VIA Apollo PLE133T
  - AGTL+ mit 133 MHz Front Side Bus
  - Speichercontroller: SDRAM mit max. 133 MHz (PC133)
  - integrierter Twister-T Grafikkern
  - VIA 82C686B Southbridge (Anbindung über PCI-Bus)
- Sonstiges:
  - Leistungsaufnahme (TDP): 6 W und 8 W
  - Erscheinungsdatum:
  - Fertigungstechnik:
  - Package: HSBGA, (42 × 57) mm
  - Taktraten: 533 und 800 MHz

### Luke
- Prozessorkern: Centaur Nehemiah+
  - L1-Cache: 64 + 64 KB (Daten + Instruktionen)
  - L2-Cache: 64 KB mit Prozessortakt
  - MMX, SSE, PowerSaver 3.0, PadLock-Engine (2× RNG, 1× ACE), SMP
- Northbridge: VIA CN400
  - AGTL+ mit 133 MHz Front Side Bus
  - Speichercontroller: DDR-SDRAM mit max. 200 MHz (PC3200)
  - integrierter UniChrome Pro Grafikkern
  - ab VIA VT8231 Southbridge (Anbindung über V-Link)
- Sonstiges:
  - Leistungsaufnahme (TDP): 6 W, 8 W und 10 W
  - Erscheinungsdatum:
  - Fertigungstechnik:
  - Package: HSBGA, (37 × 53) mm
  - Taktraten: 533, 800 und 1.000 MHz